# B.I.
B.I. é o primeiro álbum da banda portuguesa Expensive Soul. A primeira edição do álbum, lançada em 2004, foi comercializada através da editora independente de um dos integrantes, New Max. A segunda edição de B.I. já foi lançada pela EMI. 
O álbum foi apresentado em dezembro de 2004, no primeiro MTV Live português, incluído no evento Sapo Sound Bits. Esse concerto acabaria por ser emitido na MTV Portugal em março de 2005. O álbum contém "Eu Não Sei", o primeiro sucesso dos Expensive Soul e ainda hoje uma das canções mais conhecidas do duo. O videoclipe de "Eu Não Sei", lançado em 2004, foi também o primeiro do duo de Leça da Palmeira e passou frequentemente na MTV Portugal durante o último trimestre desse ano.
Os singles "Eu Não Sei" e "Falas Disso", foram incluídos respetivamente na segunda (2004/05) e terceira (2005/06) temporadas da telenovela juvenil Morangos Com Açúcar.
| Críticas profissionais                                                      | Críticas profissionais |
| Avaliações da crítica                                                       | Avaliações da crítica  |
| Fonte                                                                       | Avaliação              |
| --------------------------------------------------------------------------- | ---------------------- |
| Blog Port Moresby                                                           | (sem nota)             |
| Disco Digital                                                               | (sem nota)             |
| Esta tabela precisa de ser acompanhada por texto em prosa. Consulte o guia. |                        |

## Faixas
1. Como Eu Venho
2. Falas Disso
3. Eu Não Sei
4. Faz Esse...
5. Quando Dizes Ho
6. Sei Que Não Podias Ser Melhor
7. Hoo Girl
8. As Minhas Palavras
9. O Tempo Passa
10. E Aqui Que Se Passa Tudo
11. O Show Não Vai Parar
12. Salta, Salta
13. Dá-me O Groove (c/ Supremo G)
14. Tudo Começa No Guito
15. Quero Ver-te Outra Vez

### Reedição (2005)
1. Como Eu Venho
2. Falas disso (com DJ Madflava)
3. Eu Não Sei
4. Faz Esse...
5. Quando Dizes Ho
6. Sei Que Não Podias Ser Melhor
7. Hoo Girl
8. As Minhas Palavras
9. O Tempo Passa
10. É Aqui Que Se Passa Tudo
11. O Show Não Vai Parar
12. Salta, Salta (com DJ Bezegol)
13. Dá-me o Groove (com Supremo G)
14. Tudo Começa No Guito
15. Quero Ver-te Outra Vez
16. Hoo Girl - Remix (com Virgul)